# Лануріле (Бреїла)
Лануріле (рум. Lanurile) — село у повіті Бреїла в Румунії. Входить до складу комуни Візіру.
Село розташоване на відстані 146 км на північний схід від Бухареста, 30 км на південний захід від Бреїли, 118 км на північний захід від Констанци, 48 км на південний захід від Галаца.

## Населення
За даними перепису населення 2002 року у селі проживали 2338 осіб.
Національний склад населення села:
| Національність | Кількість осіб | Відсоток |
| -------------- | -------------- | -------- |
| румуни         | 1820           | 77,8%    |
| цигани         | 518            | 22,2%    |

Рідною мовою назвали:
| Мова      | Кількість осіб | Відсоток |
| --------- | -------------- | -------- |
| румунська | 1873           | 80,1%    |
| циганська | 464            | 19,8%    |